# Teegarden c
Teegarden c es un exoplaneta candidato que se encuentra orbitando en la zona habitable de la estrella de Teegarden, una estrella enana roja de tipo M a unos 12 años luz de distancia del sistema solar. Orbita en una zona habitable conservadora alrededor de su estrella. Es el cuarto exoplaneta potencialmente habitable más cercano desde julio de 2019.

## Descubrimiento
Fue descubierto en junio de 2019.

## Características
Teegarden c es el planeta más externo del sistema. Tiene un período orbital de 11.4 días. La masa mínima del planeta es una masa de la Tierra, y el radio es probablemente similar a la Tierra, lo que sugiere una composición similar a la Tierra, con núcleo de hierro y corteza rocosa. Teegarden c probablemente tiene un océano de agua en la superficie o hielo debido a las temperaturas.

## Habitabilidad
Teegarden c orbita en la zona habitable conservadora. Sin embargo, en este caso, la órbita también produce temperaturas que rondan los −47 °C. En consecuencia, Teegarden c puede tener océanos congelados.
Tiene un índice de similitud de la Tierra (ESI) de 0,68. Un factor positivo para la habitabilidad es su estrella. La mayoría de las enanas rojas emiten llamaradas fuertes, que pueden despojar la atmósfera y eliminar la habitabilidad. Un buen ejemplo es Kepler-438b, que tiene un índice ESI de 0,88, pero debido a que su sol es una estrella activa, es probable que sea inhabitable. Otro ejemplo es Próxima Centauri, la estrella más cercana al sol. La estrella de Teegarden está inactiva y tranquila, lo que hace que el planeta sea posiblemente habitable. Otras enanas rojas tranquilas con exoplanetas potencialmente habitables son Ross 128 y la estrella de Luyten.